# Joeropsis paradubia
Joeropsis paradubia är en kräftdjursart som beskrevs av Mueller1989. Joeropsis paradubia ingår i släktet Joeropsis och familjen Joeropsididae. Inga underarter finns listade i Catalogue of Life.